# سفارة تونس لدى الكاميرون
سفارة تونس لدى الكاميرون هي البعثة الدبلوماسية لجمهورية تونس لدى جمهورية الكاميرون، وتقع بالعاصمة ياوندي.

## السفراء
سفراء تونس لدى الكاميرون هم على التوالي:
| الاسم            | تاريخ التعيين  | م     |
| ---------------- | -------------- | ----- |
| محمد كريم بن بشر | 12 سبتمبر 2020 | [ 2 ] |
| جلال سنوسي       |                |       |